# Stefania Skrobońska
Stefania Skrobońska (ur. 17 lutego 1864 w Zwinogródce na Ukrainie, zm. 3 października 1930 w Warszawie) – polska nauczycielka, recenzentka prac z dydaktyki języka polskiego.

## Życiorys
Brak jest bliższych danych na temat jej rodziców. Ukończyła gimnazjum w Radomiu i od 1881 pracowała jako nauczycielka na pensji F. Glixelli w Kielcach. Po przeniesieniu się do Warszawy w 1899 podjęła pracę na pensji Leontyny Rudzkiej, gdzie została nauczycielką historii i języka polskiego w niższych klasach. Nawiązała jednocześnie bliski kontakt i współpracę z historykiem literatury Bronisławem Chlebowskim, wykładowcą Towarzystwa Kursów Naukowych, a potem profesorem uniwersyteckim. Pełniła na pensji Rudzkiej obowiązki asystentki Chlebowskiego i w jego imieniu poprawiała zeszyty uczniów klas wyższych, dzięki czemu uczony oszczędzał wzrok. Innym wybitnym uczonym, z którym Skrobońska pozostawała w bliskim kontakcie, był językoznawca Stanisław Szober; ta znajomość związana była z drugą posadą nauczycielską Skrobońskiej – od 1915 prowadziła zajęcia w Seminarium Nauczycielskim Żeńskim imienia Elizy Orzeszkowej. Wiedzę zdobytą dzięki kontaktom z Chlebowskim i Szoberem biograf Skrobońskiej Jerzy Starnawski określił jako „prywatne uniwersyteckie studia”.
Za sprawą Chlebowskiego Skrobońska dołączyła do zespołu recenzentów pisma bibliograficznego „Książka”. W latach 1909–1910 zamieściła tam kilka artykułów recenzujących książki dla dzieci oraz dotyczące nauczania początkowego. Publikacje te świadczą o wysokiej pozycji Skrobońskiej wśród współpracowników, jako że jej sąsiadami z rubryki byli sami znani autorzy – Henryk Galle, Cecylia Niewiadomska, Aniela Szycówna. 
Była zaangażowana była w działalność Polskiej Macierzy Szkolnej oraz Towarzystwa Nauczycieli Szkół Średnich i Wyższych. W 1926 przeszła na emeryturę. Zmarła w Warszawie 3 października 1930. Pierwszą rocznicę jej śmierci przypomniał w 1931 artykułem wspomnieniowym na łamach „Przeglądu Pedagogicznego” Stanisław Szober.